# Hexaclorobenzeno
El hexaclorobenzeno, o HCB (nombre químico: benceno, hexacloro), es un plaguicida prohibido, bajo todas sus formulaciones,  por el Convenio de Róterdam, por ser dañino para la salud humana y el medio ambiente.

## Resumen de la prohibición
Está prohibida la producción, uso y comercialización de todos los productos de protección de plantas que contengan HCB. El HCB está designado como un producto químico CFP por ser dañino para la salud humana y el medio ambiente.

## Peligros y  riesgos conocidos respecto a la salud humana
El HCB es perjudicial por inhalación del polvo o si ingerido. La exposición ocupacional al HCB y en la dieta por alimentos contaminados o agua son las principales circunstancias por donde sucede la intoxicación. El HCB puede causar ligera irritación a los ojos, piel y membranas mucosas. La inhalación da lugar a irritación del tramo respiratorio. La toxicidad del sistema nervioso central es baja. La ingestión de grandes cantidades de HCB puede causar dolor de cabeza, mareo, náusea, vómito, insensibilidad de manos y brazos, aprensión, parálisis parcial de las extremidades, coma y ataques. Prolongados periodos de ingestión pueden causar Porfirio cutáneo tardío, donde se verifican ampollas y epidermólisis de la piel que normalmente no es sensible a la luz. Pueden ser características del síndrome: cicatrices pigmentadas, contracturas, alopecia, hirsutismo, artritis, osteomielitis, anorexia, pérdida de peso y atrofia muscular. Se ha observado engrosamiento del hígado y de la tiroides. La mortalidad puede ser hasta el 10%. Las secuelas a largo plazo son hiperpigmentación, hirsutismo, cicatrices en manos y cara, piel frágil, engrosamiento del hígado y Porfirio persistente y activo. Los bebes pueden desarrollar el síndrome de Pembe yara (pink sore) cuando expuestos a la leche materna contaminada con HCB y a la transferencia transplacental. Da lugar a alta mortalidad (95%). Sucede también diarrea, fiebre, pápulas en el dorso de las manos, infiltración de los pulmones, abscesos subcutáneos, grave anemia hipocrómica y leucocitosis.

## Peligros y riesgos conocidos respecto al medio ambiente
El HCB es liberado en el medio ambiente como subproducto de la fabricación de solventes clorados, aromáticos clorados y plaguicidas, y en las emisiones de los incineradores y otros procesos industriales. Está sujeto a transporte a largo alcance y así puede ser depositado lejos de las fuentes conocidas. Por tanto, el HCB puede encontrarse en todo el mundo en concentraciones cuantificables en distintos medios a los que los humanos y otros organismos pueden estar expuestos.
El HCB es una sustancia persistente ampliamente disipada en todo el medio ambiente. Se acumula en los sedimentos acuáticos y está sujeta a biomagnificación. Esto sugiere que la biota béntica y aquellos de mayores niveles tróficos (p.e. aves depredadoras y mamíferos que se alimentan de peces) son los más probables a estar expuestos a mayores concentraciones de HCB y estar a mayor riesgo de los efectos adversos sobre la reproducción y desarrollo y cáncer.